# Samuel Fredrik Åkerhielm
Samuel Fredrik Åkerhielm af Margretelund, född 14 maj 1748 i Stockholm, död 21 maj 1800 i Arboga, var en svensk militär och godsägare.

## Biografi
Samuel Fredrik Åkerhielm af Margretelund föddes 1748 i Stockholm. Han var son till Alrik Åkerhielm af Margretelund och Magdalena Didron (1729-1758), som var dotter till generallöjtnanten Johan Fredrik Didron. Åkerhielm blev sergeant vid Upplands regemente och livdrabant 13 maj 1767. Han erhöll avsked 5 juni 1771. Åkerhielm avled 1800 i Arboga
Som godsägare ägde och drev han bland annat Lindevad i Allhelgona socken, Östergötlands län, som han fick genom viseln med sin fru, samt Brottby gård i Vallentuna och Agnhammar i Grums socken, Värmlands län med underlydande gårdar och torp samt som  fideikommiss det friherrliga Didronska huset vid Regeringsgatan i Stockholm. Han ansågs av sin samtid som en "lärd och beläst man". 

### Familj
Åkerhielm gifte sig 7 april 1775 på Lindevad säteri med Fredrika Lovisa Uggla (1746–1794), dotter till häradshövdingen Samuel Uggla och Maria Christina Nordenflycht. De fick tillsammans barnen statsrådet Gustaf Fredrik Åkerhielm (1776–1853) och kammarherren Jakob Alrik Åkerhielm (1782–1856).